# Coenonympha cretica
Coenonympha cretica är en fjärilsart som beskrevs av Standfuss 1855. Coenonympha cretica ingår i släktet Coenonympha och familjen praktfjärilar. Inga underarter finns listade i Catalogue of Life.